# Korintisk hjälm

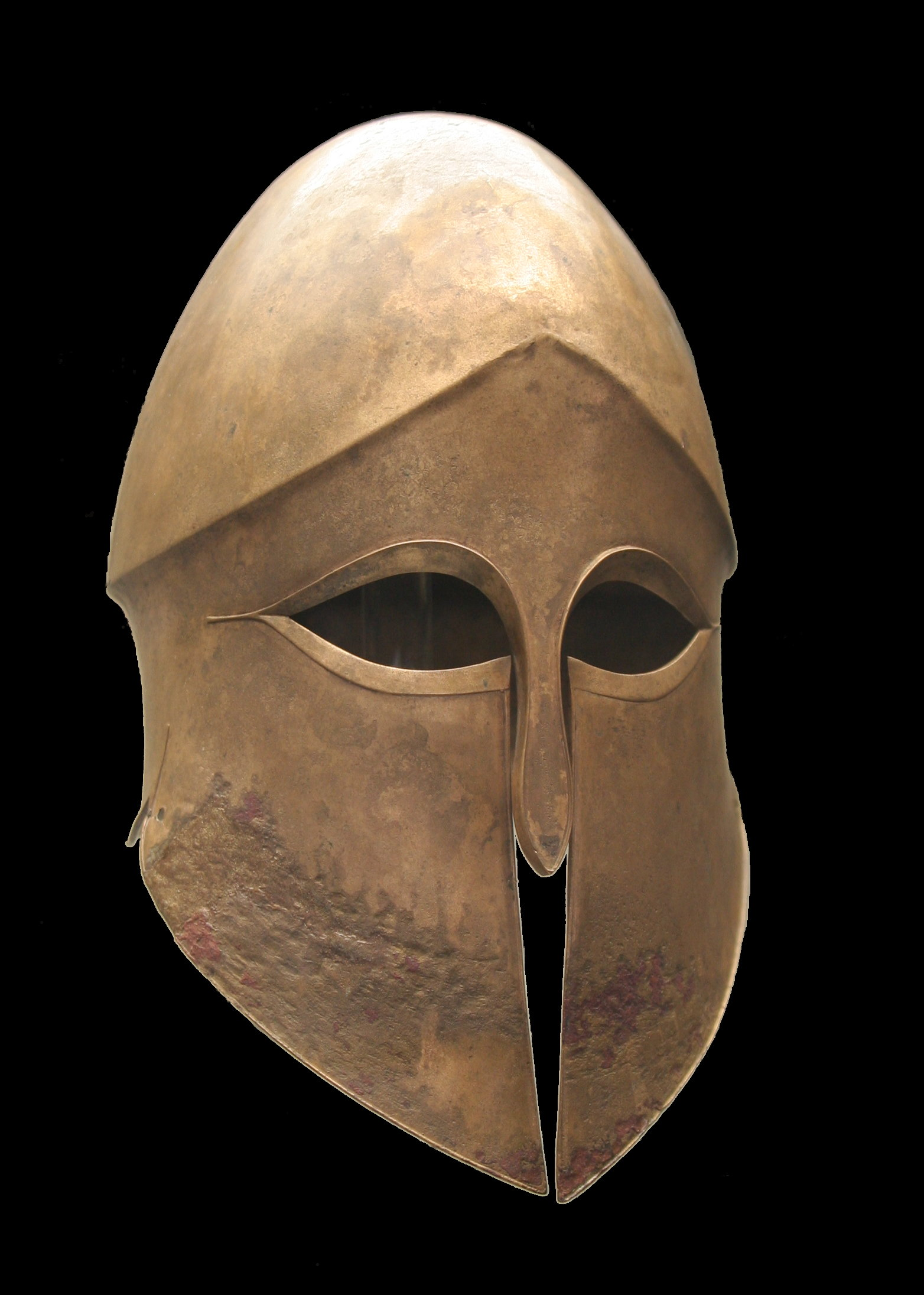
Korintisk hjälm i brons, cirka 500 f.Kr., Staatliche Antikensammlungen (Inv. 4330).

Korintisk hjälm är en hjälmtyp från antikens Grekland och har fått sitt namn från stadsstaten Korinth. Hjälmen var tillverkad i brons, vilket i sin senare form täckte hela huvudet och nacken, med springor för ögon och mun. En större kam skyddade nacken. Hjälmen bars exempelvis av de grekiska hopliterna.

## Bevis
Troligen (baserat på konstnärliga och arkeologiska bevis) den mest populära hjälmmodellen under antiken. Den ersattes så småningom av den mer öppna trakiska hjälmen samt även den Chalsidiska hjälmen och Piloshjälmen. Detta då dessa var betydligt billigare att producera samt att de inte hindrade bärarens synfält eller hörsel. Den korintiska hjälmens stora nackdel var just att synfältet och hörselförmågan påverkades negativt av dess slutna form.
Ett flertal exemplar av korintiska hjälmar har påträffats vid arkeologiska utgrävningar, och de är vanligt förekommande på antikt grekiskt lergods.

## Bilder

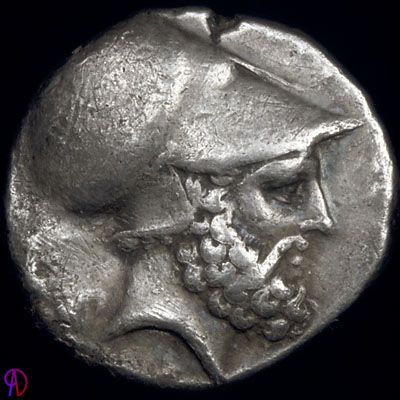
Leucippus på ett mynt, bärande en korintisk hjälm.
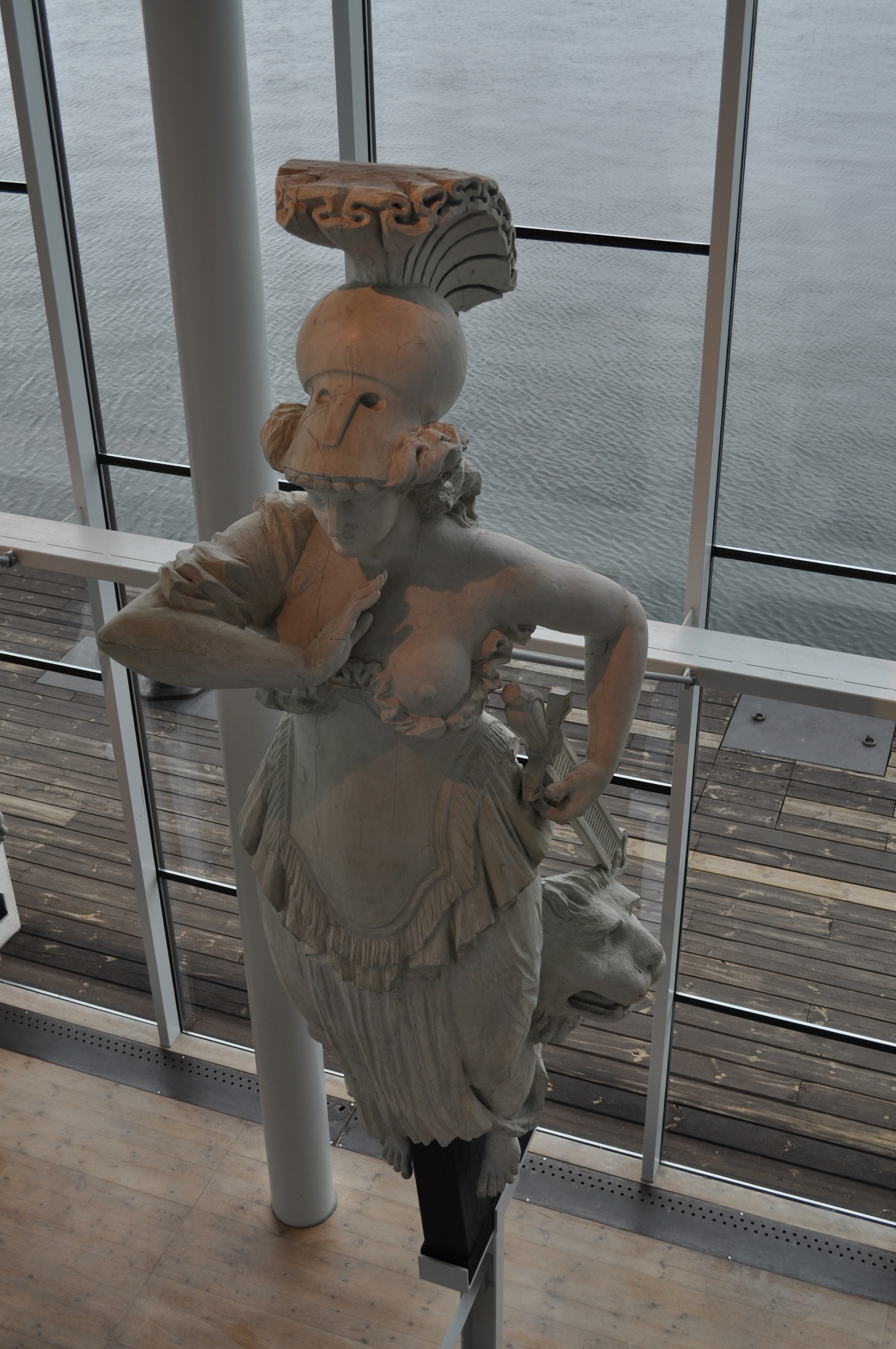
Linjeskeppet Fäderneslandets galjonsfigur bär en korintisk hjälm.

## I populärkultur
- En tidig version av en korintisk hjälm bärs av den ondskefulle karaktären Magneto i Marvel Comics.
- Stjärnornas krig-karaktären Boba Fett bär en hjälm med stora likheter med en korintisk hjälm, vilket även de flesta mandalorianer gör samt första fasens klonsoldater.